# Ramon Ferran i Pagès
Ramon Ferran i Pagès (Reus, 14 d'agost de 1927 - 2 de gener de 2015) va ser un escultor i pintor català. Fill del Ramon Ferran Munter i de Carme Pagès Cros, era el gran de tres germans, un noi i dues noies. El seu pare era minador.

## Primers passos
Va començar a treballar l'any 1940 amb l'escultor Pau Figueras, i, quan aquest va morir, va continuar des de 1943 amb Modest Gené. Seguia també classes de dibuix a l'escola del Treball, amb Ferré Revascall. El 1945 va exposar per primer cop les seves obres al VII Saló d'Artistes locals. El 1946 a l'Escola d'Art del Centre de Lectura de Reus, tenia com a mestres a Modest Gené, d'escultura, Lluís Ferré, de dibuix, Ferré Revascall, de pintura, Pere Vidiella, d'anatomia i Emili Argilaga de perspectiva. Compartia un estudi, a la plaça de Catalunya, amb altres joves artistes: Juli Garola i Josep Aguiló. Amb ells i altres companys com ara Josep Nosàs, Agustí Ballester o la pintora Isabel Mas, anaven a pintar al natural als pobles del voltant de Reus: Maspujols, Almoster, Cambrils, on hi va conèixer la que seria la seva muller, la Paquita.
L'any 1950 va entrar a la Reial Acadèmia Catalana de Belles Arts de Sant Jordi treballant com a escultor d'elements decoratius i també de picapedrer a Reus en la restauració de la Prioral de Sant Pere, de l'Ajuntament i del Santuari de Misericòrdia, entre d'altres. Va ser becat per la Diputació de Tarragona l'any 1952 i l'Ajuntament i de la Diputació de Barcelona l'any 1954. Entre els professors va tenir Frederic Marès, Soriano Montagut, Vila Arrufat, Francesc Labarta i Enric Monjo. Durant tot el període de formació va continuar presentant obra seva en concursos i salons d'art en la dècada de 1940 i la dècada de 1950. El 1948 va obtenir el 2n premi del Concurs Provincial de Pintura celebrat a Flix i el 1953 va rebre el primer premi en escultura a la I'Exposició d'Art Universitari a Barcelona i en el Concurso Provincial de Arte celebrat a Reus, on també va rebre un dels premis en la modalitat de dibuix. El 1955 guanya el concurs de cartells de la Setmana Santa reusenca.
Va tornar a Reus, on l'Ajuntament li va fer l'encàrrec de la construcció dels gegants Japonesos l'any 1956 pel Seguici Festiu de Reus que es van estrenar per la Festa Major de 1957. El 1957 també va esculpir la Segona caiguda de Jesús, un pas de Setmana Santa. Aquell mateix any va formar part de l'equip d'escultors de la Fábrica Nacional de Moneda y Timbre de Madrid.

## Innovació
L'any 1960 Ramon Ferran i altres artistes reusencs — Mercè Vallverdú, Jaume Estalella, Rodolf Figuerola, Vicenç Ferrer, Josep Nogués i Josep Piqué - van crear el grup «ARA» (Artistes Reusencs Actuals). La integració en un grup facilitava el poder donar a conèixer el seu treball de forma col·lectiva. La seva presentació la van fer a la sala de la Llibreria Guàrdies de Tarragona l'any 1960 i a Reus van exposar el desembre del mateix any. El 1970 també va formar part del Grup 7 o Grup de Tarragona, on hi havia set artistes tarragonins, Gonzalo Lindín, Pascual Fort, Lluís Moret, Alfons Parra, Mariano Rubio i Jordi Secall. Quatre d'ells eren professors de l'Escola Taller d'Art de Tarragona, que van fer tres exposicions col·lectives, a Tarragona, Reus i Avinyó. El grup va sorgir per la necessitat de remoure el món artístic tarragoní. En una entrevista feta per Lluís Pasqual i Ramon Gomis a la Revista del Centre de Lectura, Ferran diu que veu necessaris els grups: «No crec en els grups — però són necessaris — perquè l'artista és personal i individualista. El que interessa en una comunitat artística és un neguit dins la mateixa comunitat i encara que les opinions siguin oposades aquell dona moviment, i si dura un parell d'anys, doncs, millor».
Durant els primers anys de la dècada del 1960 va experimentar amb nous materials i entre el 1959 i 1963 els seus treballs, tant d'escultura com de gravat, van sortir poc a la llum pública. Va participar només en algunes exposicions col·lectives de medallística a Bèlgica (1959) i Roma (1961 i 1963), i una exposició individual, a Reus, al Centre de Lectura (1961) mostrant el seu treball més experimental en el camp dels sistemes d'estampació. Els anys 1962, 1964, 1966 i 1973 va obtenir les medalles d'or a l'Exposición Nacional de Bellas Artes de Madrid.
Els seus primers treballs en estampació estaven fets sense premsa, només amb una pressió manual de la planxa sobre el paper, i l'estampació tenia com a resultat un efecte quasi pictòric, que sovint s'acostava a l'abstracció. Aquest primers treballs que, bàsicament només eren proves, el conduirien a trobar un llenguatge que marcarà tota la seva obra. El gravat va marcar una etapa important en l'obra de Ferran, i va participar en les exposicions més importants de gravat que se celebraven a tot el món.

En una entrevista al El Correo Catalán el 22 de juliol de 1965, deia: 
| « | Al margen de custiones estéticas, la técnica constituye para mí una gran preocuación. Primero fue la lucha para liberarse de lo que consideraban leyes inmutables. Una plancha metálica no se podía batir o comer, según los cánones tradicionales. Y hoy, precisamente, las grandes aportaciones en el grabado nos llegan de los procedimientos más heterodosos (sic) (...). El grabado se trabaja con el mismo concepto plástico que una pintura o una escultura | » |

L'any 1957 es va integrar a l'equip de medallistes de la Fábrica Nacional de Moneda y Timbre de Madrid (FNMT). L'any 1958 va prendre part a l’Exposició Iberoamericana de Numismàtica i Medallística de Barcelona, on va guanyar la medalla de plata. El món de la medallística, on podia mostrar les seves habilitats com a escultor, va ser una de les seves principals dedicacions, sense oblidar, però l’escultura, el gravat o la pintura.

## Docència i altres activitats
L'any 1967, va ser contractat com a professor de gravat a l'Escola Taller d'Art de la Diputació de Tarragona, on també donava classes de dibuix, i el 1979 va organitzar i va ser el primer director de l'Escola d'Art de la Diputació a Reus. El 1985 va ser nomenat director de l'Escola d'Art a Tarragona. Va ser també professor de dibuix a l'Institut Gaudí de Reus i als col·legis de la Salle de Reus i de Cambrils. El seu compromís amb la societat el va portar a participar, com a independent a les primeres eleccions municipals democràtiques a les llistes del PSUC l'any 1979 i va sortir elegit. Va ocupar la regidoria de Cultura, on va propiciar la participació ciutadana en les decisions culturals de la ciutat. Va ser important el seu nomenament, l'any 1981, com a Acadèmic Corresponent a Reus per la Reial Acadèmia de Belles Arts de sant Jordi.<rVal la pena d'insistir també en la faceta docent de la seva vida. Un dels pilars del seu periple professional ha estat la docència. Va ser professor de secundària a l'Institut Gaudí de Reus i als col·legis de la Salle de Reus i de Cambrils. En l'ensenyament més artístic va ser, al llarg de 25 anys, el professor de la classe de gravat de l'Escola d'Art i Oficis de Tarragona, on també va donar classes de dibuix i de la qual fou el director des de l'any 1985 fins a l'any de la seva jubilació, el 1992. També va ser l'ànima de la creació d'una escola llargament reivindicada, l'Escola d'Art i Oficis de Reus, de la qual va ser el director durant el primer curs (1979/1980).
Quan va acabar l'etapa de regidor de Cultura, es va dedicar sobretot a la medallística, que considera una forma molt artesanal i creativa. Entre el 1983 i el 1987, va participar en diverses exposicions internacionals de la Federació Internacional de la Medalla d’Art (FIDEM) a Florència, Lisboa, Estocolm i Colorado Springs. L'any 1985, el Museu Britànic de Londres incorpora una selecció de les seves medalles, ampliada l'any 2009.

## Retorn al gravat
A partir de l'any 1987 Ramon Ferran va recuperar les tècniques d'estampació, amb una actitud renovada i experimental. Treballava amb nous materials, com l'acrílic, el plàstic, les reïnes sintètiques, el carborúndum i la fòrmica. Va coordinar diverses actuacions on es feien els gravats al carrer a Reus, Sitges, Tarragona, L'Hospitalet de Llobregat —espai Tecla Sala—, Cornellà de Llobregat i altres, on els artistes i gravadors treballaven l'estampació a la via pública. El carrer era el taller, el terra era la planxa i una piconadora feia les funcions de premsa.
Seguint la seva dedicació docent, a finals dels anys noranta, va col·laborar en la creació del «grup Estampa», que es va instal·lar al el seu taller del carrer de Balmes número 47, un taller que buscava la creació, la recerca i l'intercanvi de coneixements. A partir del 1993, va col·laborar amb el grup de gravadors del Foment de les Arts Decoratives (FAD), amb els que va fer exposicions conjuntes a Sitges, Barcelona, Holguín (Cuba) i Granollers.
El seu mestratge va influir en diversos artistes, com Joaquim Chancho, Salvador Juanpere, Abel Figueres o Albert Macaya. L’any 2004, el Centre d'Amics de Reus li va concedir el guardó «El Més Amic de Reus» i el 2007 va rebre la Medalla de la Ciutat que atorga l'Ajuntament. El Museu d'Art i Història de Reus va organitzar, l'any 2008 la mostra «Ramon Ferran. Entre l’ètica i l’estètica». Poc després de la seva mort, el 2015, l’Ajuntament de Reus el va nomenar, a títol pòstum, fill il·lustre de la ciutat.

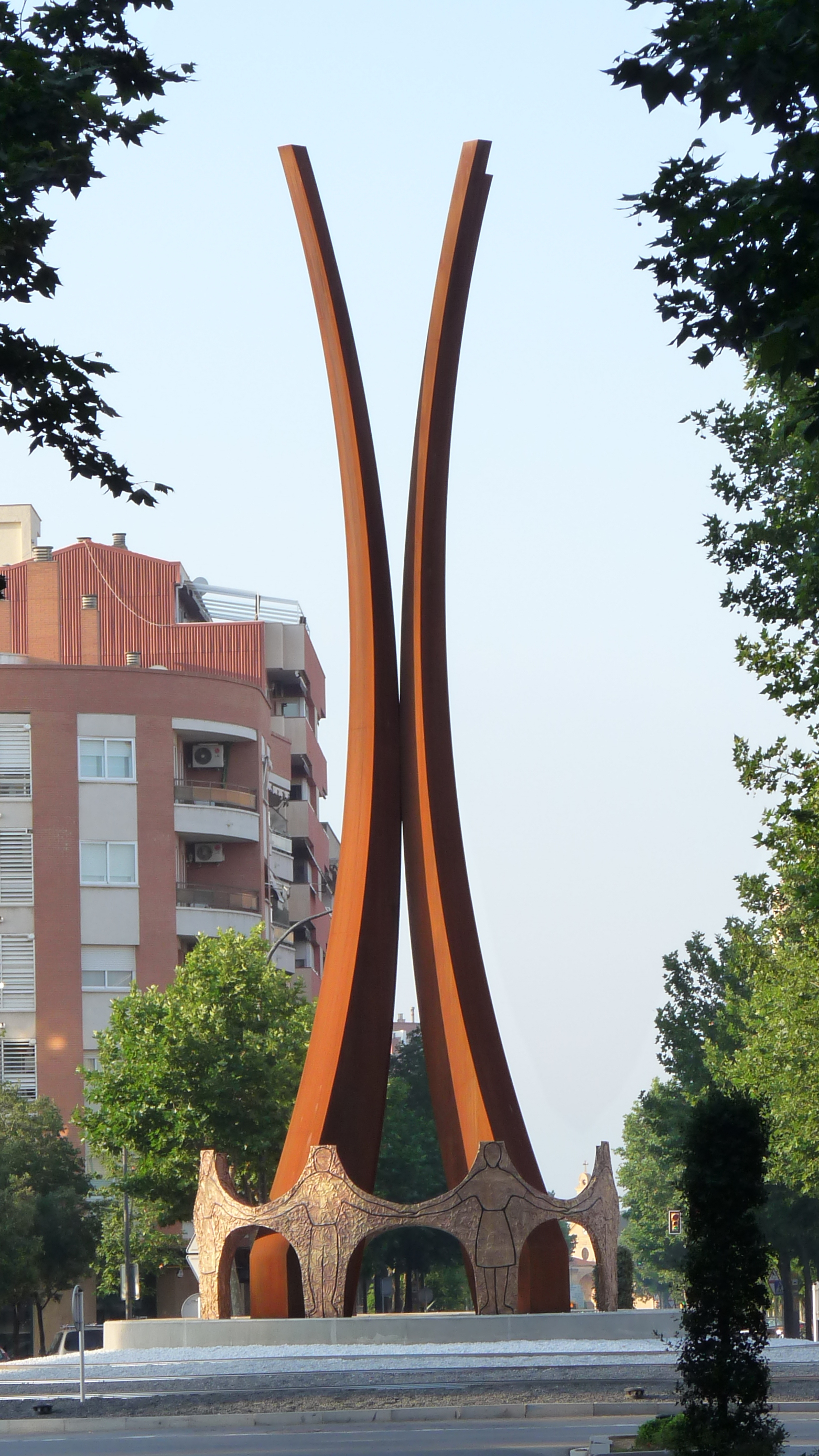
Monument a la Sardana, Reus (2008)
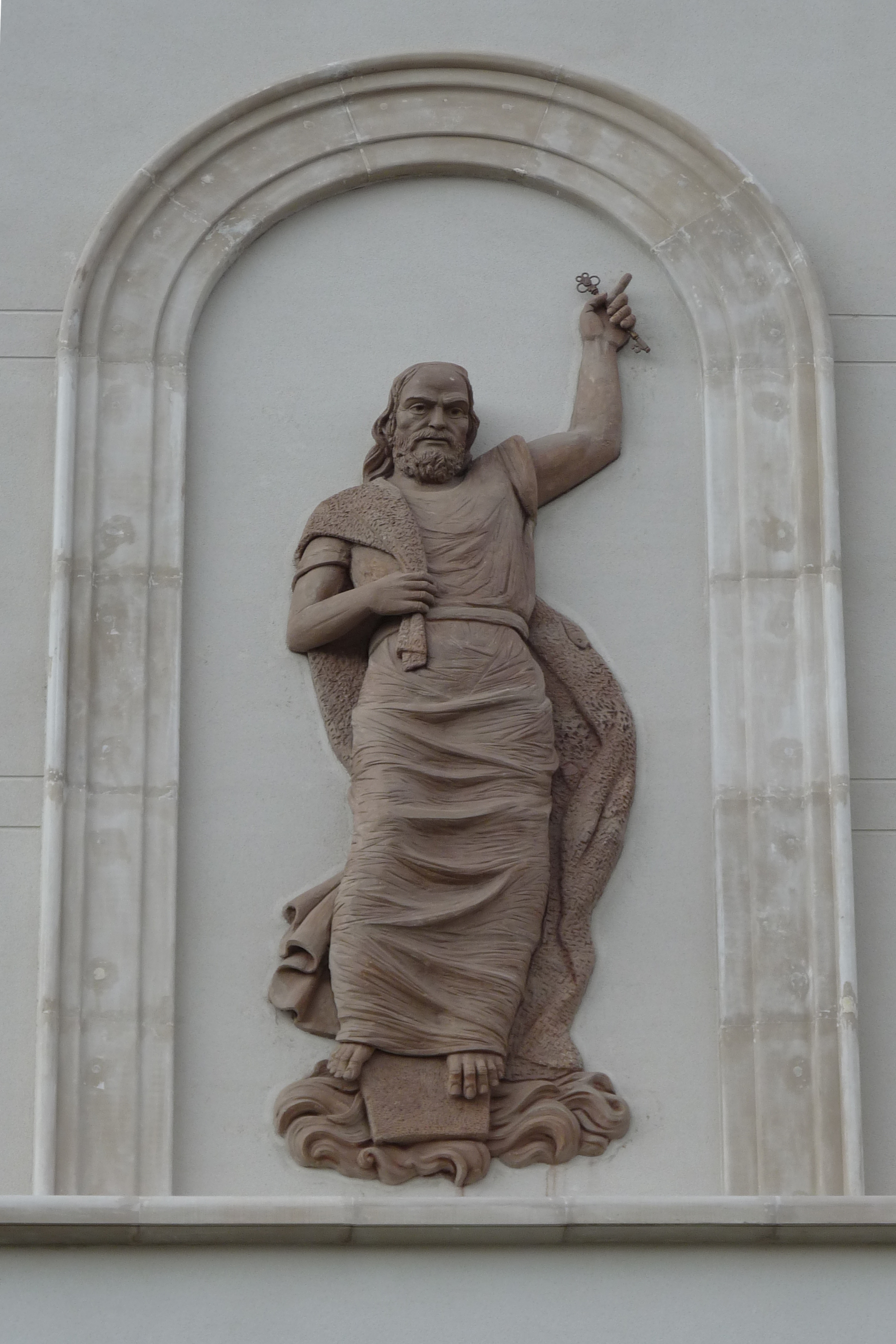
Escultura de Sant Pere, Cambrils (2008)
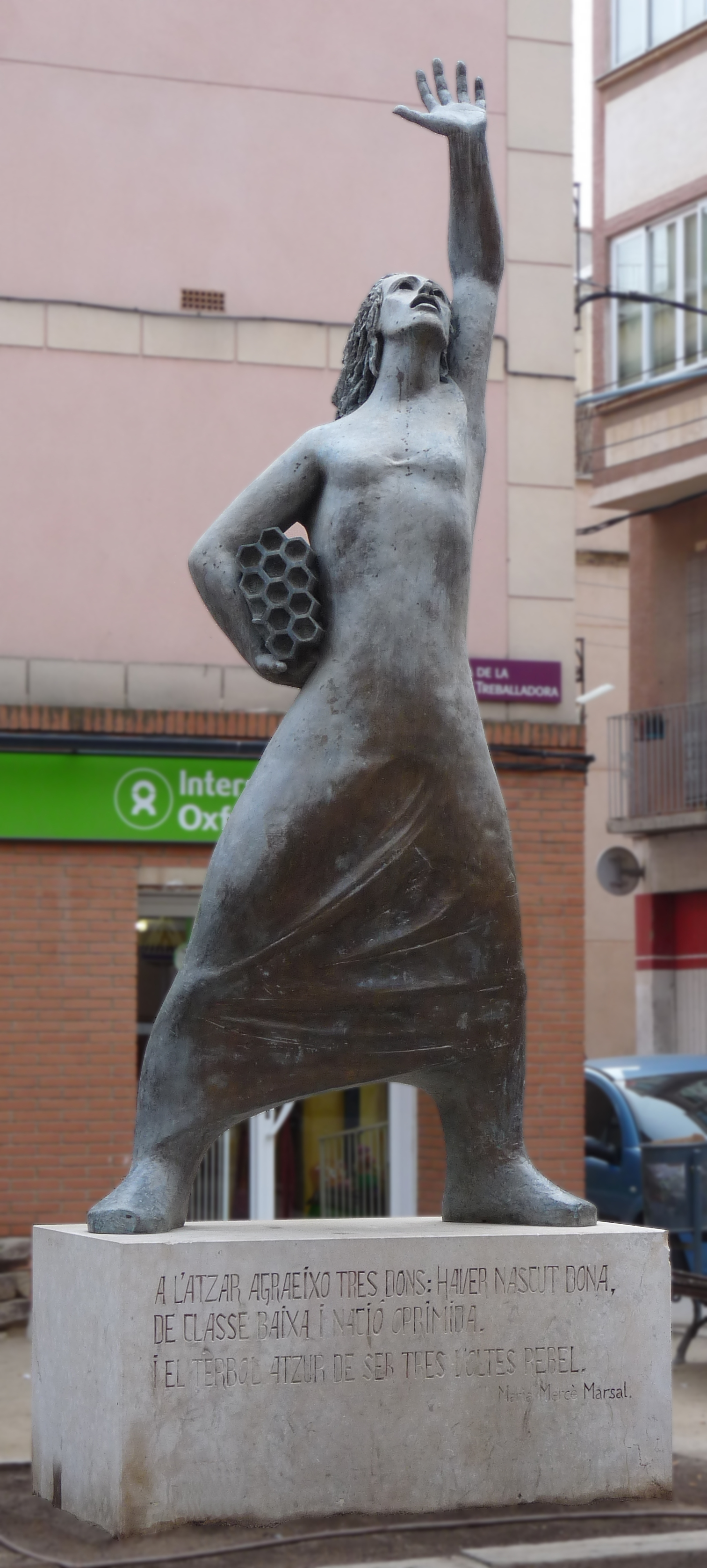
Monument a la dona treballadora, Reus (2003)
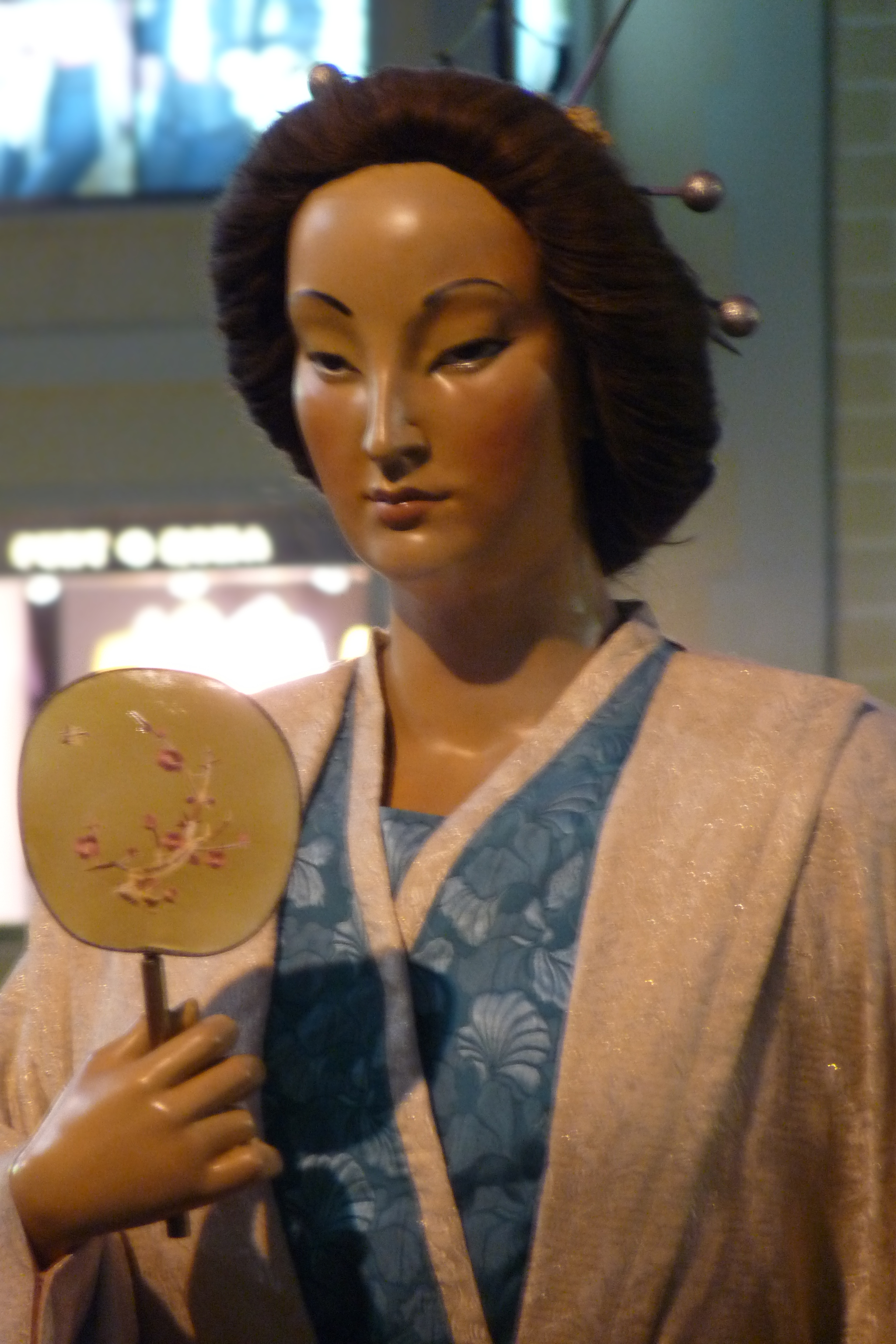
La geganta japonesa, de 1956, Reus
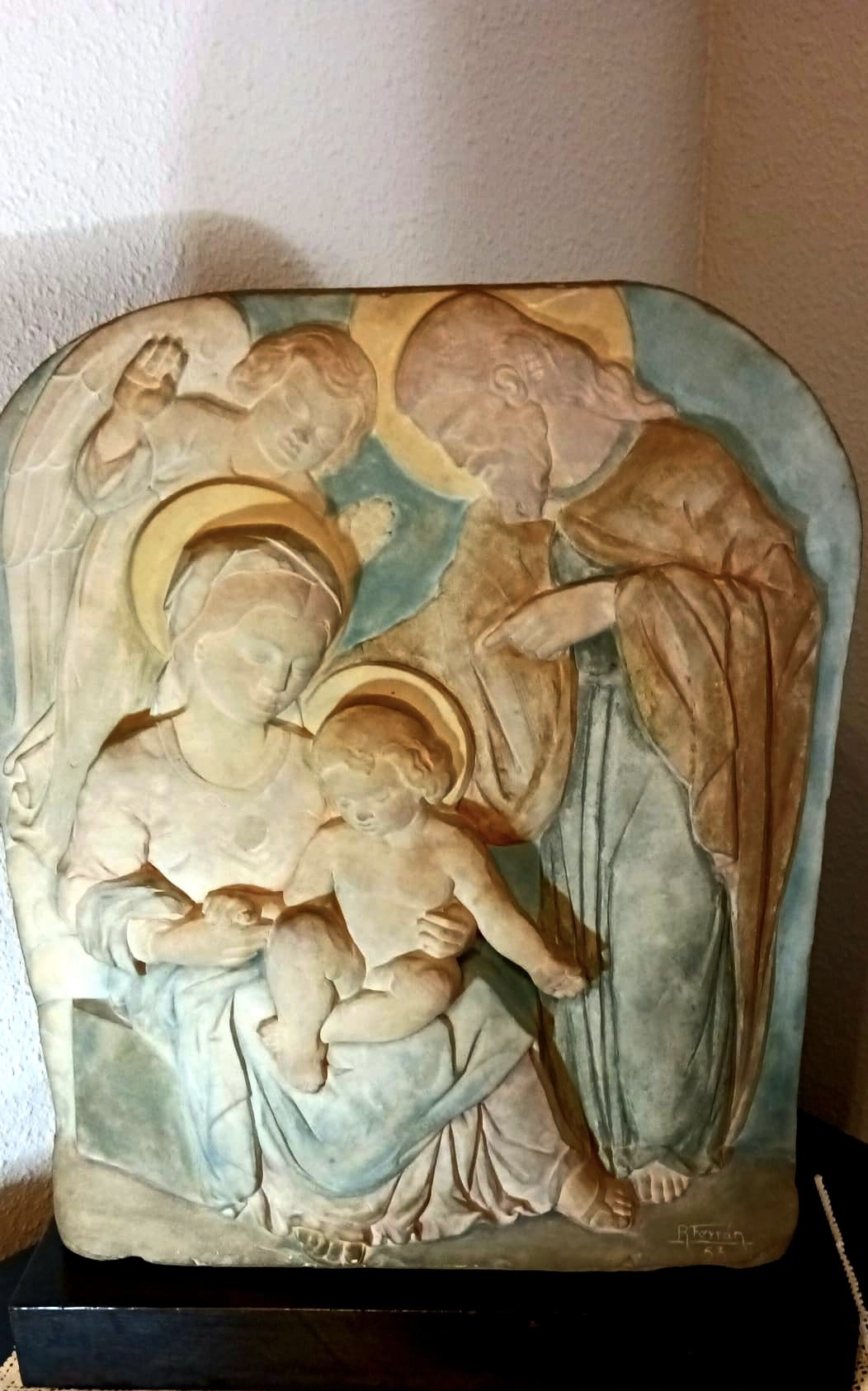
Sagrada Família. Baix relleu 1954